# Claude Ibéria
Pour les articles homonymes, voir Iberia (homonymie) et Noël (homonymie).
Claude Ibéria, née Andrée Claudie Noël le 21 novembre 1902 à Charenton-le-Pont et morte le 3 juillet 1978 à Tonnerre, est une artiste lyrique, une monteuse et une syndicaliste française.

## Biographie
Andrée Claudie Noël naît en 1902 à Charenton-le-Pont, fille d’un couple d’ouvriers, Gustave Jules Noël, façonnier, et Marie Louise Thévenet, giletière, mariés en février 1896 à Paris.
Au début des années 1920, elle fait la rencontre de Robert Méjembir, dit Robert de Jarville, metteur en scène de théâtre, lui-même originaire de Saint-Maurice, commune limitrophe de Charenton,. Elle commence à se produire sur scène ou dans des pièces radiophoniques comme artiste lyrique, sous les noms de scène Noelly, Andrée Noelly, Andrée Noël, Claude-Andrée Noël, puis Claude Ibéria.
À la fin de la décennie, les deux artistes, qui forment un couple à la ville, sont proches des milieux communistes. Claude Ibéria commence à travailler comme monteuse pour le compte des Amis de l’U.R.S.S., structure qui fonctionne sous l'égide du Parti communiste. Mais des tensions mettent fin à cette collaboration et, en 1933, Robert de Jarville est de son côté inscrit sur la liste noire du parti.
Le couple poursuit son action militante, en pleine montée du Front populaire. Robert de Jarville fonde le Syndicat général des travailleurs de l’industrie du film (le SGTIF, affilié à la fédération CGT des industries chimiques). Claude Ibéria exerce des responsabilités dans le bureau de la branche professionnelle des techniciens et spécialistes de la production du film. Elle monte désormais des longs-métrages de fiction, comme Maria Chapdelaine de Julien Duvivier, Pour être aimé de Jacques Tourneur ou Tempête sur l’Asie de Richard Oswald, ainsi que des documentaires engagés, comme L’Espagne vivra, réalisé par le photographe Henri Cartier-Bresson sur la guerre d'Espagne. Sa carrière est interrompue par la guerre. En 1942, Robert de Jarville est arrêté par la police française, tandis qu’il mène une action clandestine, et livré à l'occupant. Il est déporté et meurt en déportation à Leitmeritz (Tchécoslovaquie) en 1945.
Après-guerre, devenue cheffe-monteuse, Claude Ibéria reprend sa carrière au cinéma, montant notamment La Belle et la Bête et L’Aigle à deux têtes de Jean Cocteau, mais aussi de nombreux documentaires.
Elle meurt en 1978 à Tonnerre, dans l'Yonne.

## Filmographie

### Fiction
- 1933 : La Fusée de Jacques Natanson
- 1933 : Pour être aimé de Jacques Tourneur
- 1934 : Maria Chapdelaine de Julien Duvivier (avec Marthe Poncin)
- 1935 : Le Clown Bux de Jacques Natanson
- 1936 : Feu la mère de Madame de Germain Fried (court métrage)
- 1938 : Tempête sur l'Asie de Richard Oswald
- 1945 : Seul dans la nuit de Christian Stengel
- 1946 : La Belle et la Bête de Jean Cocteau
- 1947 : Histoire de chanter de Gilles Grangier
- 1948 : L'Aigle à deux têtes de Jean Cocteau
- 1948 : Rocambole de Jacques de Baroncelli
- 1948 : La Revanche de Baccarat de Jacques de Baroncelli
- 1949 : Retour à la vie, sketch Le Retour de René de Jean Dréville

### Documentaires
(liste non exhaustive)
- 1939 : L’Espagne vivra d'Henri Cartier Bresson
- 1941 : Sur les chemins de Lamartine de Jean Tedesco
- 1942 : Chez les buveurs de sang du baron Gourgaud[8]
- 1942 : Pêche en Méditerranée de Jean Mineur
- 1944 : L’Amour maternel chez les animaux de Jean Mineur[9]
- 1944 : Autour d’un film de montagne – Un reportage d’Alain Pol sur Premier de cordée
- 1948 : La Source du sourire de J. K. Raymond-Millet[10]
- 1950 : Algérie, terre de champions de Jean-Claude Huisman[11]
- 1951 : Terre du sucre et du rhum de J. K. Raymond-Millet (court métrage)[12]
- 1954 : Le Fumier artificiel d'Edmond Floury (court métrage)[12]

## Source
: document utilisé comme source pour la rédaction de cet article.
- Dominique Salva, « Claude Ibéria, une femme en or », blog Enquêtes d'identité, 17 février 1923 [lire en ligne]